# Greatest Hits (álbum de Creed)
Greatest Hits é um álbum greatest hits da banda post-grunge Creed, lançado em 22 de novembro, 2004, logo após o anúncio de que a banda tinha se separado, e que o vocalista Scott Stapp e os outros membros da banda iriam seguir caminhos separados (embora a banda, desde então, se reuniu). Ele consiste de cada um de seus singles dos EUA, e só deixa de fora o single internacional, "Hide". O álbum também inclui um DVD que contém todos os videoclipes da banda e várias apresentações ao vivo.

## Recepção
Em 19 de novembro, 2008, o álbum foi certificado 2x Platina pela RIAA, e no início de 2010, o álbum tinha vendido 2,151,058 cópias nos Estados Unidos.

## Faixas
| Greatest Hits (CD) |                                                 |                            |         |  |
| N.º                | Título                                          | Compositor(es)             | Duração |  |
| 1.                 | "Torn" (do álbum My Own Prison)                 | Mark Tremonti; Scott Stapp | 6:25    |  |
| 2.                 | "My Own Prison" (do álbum My Own Prison)        | Mark Tremonti; Scott Stapp | 5:00    |  |
| 3.                 | "What's This Life For" (do álbum My Own Prison) | Mark Tremonti; Scott Stapp | 4:08    |  |
| 4.                 | "One" (do álbum My Own Prison)                  | Mark Tremonti; Scott Stapp | 5:02    |  |
| 5.                 | "Are You Ready?" (do álbum Human Clay)          | Mark Tremonti; Scott Stapp | 4:46    |  |
| 6.                 | "Higher" (do álbum Human Clay)                  | Mark Tremonti; Scott Stapp | 5:26    |  |
| 7.                 | "With Arms Wide Open" (do álbum Human Clay)     | Mark Tremonti; Scott Stapp | 4:38    |  |
| 8.                 | "What If" (do álbum Human Clay)                 | Mark Tremonti; Scott Stapp | 5:18    |  |
| 9.                 | "One Last Breath" (do álbum Weathered)          | Mark Tremonti; Scott Stapp | 3:59    |  |
| 10.                | "Don't Stop Dancing" (do álbum Weathered)       | Mark Tremonti; Scott Stapp | 4:31    |  |
| 11.                | "Bullets" (do álbum Weathered)                  | Mark Tremonti; Scott Stapp | 3:51    |  |
| 12.                | "My Sacrifice" (do álbum Weathered)             | Mark Tremonti; Scott Stapp | 4:55    |  |
| 13.                | "Weathered" (do álbum Weathered)                | Mark Tremonti; Scott Stapp | 5:30    |  |
| Duração total:     | Duração total:                                  | Duração total:             | 63:00   |  |

| Greatest Hits (DVD) |                                     |                            |         |  |
| N.º                 | Título                              | Compositor(es)             | Duração |  |
| 1.                  | "My Own Prison" (videoclipe)        | Mark Tremonti; Scott Stapp |         |  |
| 2.                  | "What's This Life For" (videoclipe) | Mark Tremonti; Scott Stapp |         |  |
| 3.                  | "Higher" (videoclipe)               | Mark Tremonti; Scott Stapp |         |  |
| 4.                  | "With Arms Wide Open" (videoclipe)  | Mark Tremonti; Scott Stapp |         |  |
| 5.                  | "What If" (videoclipe)              | Mark Tremonti; Scott Stapp |         |  |
| 6.                  | "One Last Breath" (videoclipe)      | Mark Tremonti; Scott Stapp |         |  |
| 7.                  | "Don't Stop Dancing" (videoclipe)   | Mark Tremonti; Scott Stapp |         |  |
| 8.                  | "Bullets" (videoclipe animado)      | Mark Tremonti; Scott Stapp |         |  |
| 9.                  | "My Sacrifice" (videoclipe)         | Mark Tremonti; Scott Stapp |         |  |
| 10.                 | "Torn" (ao vivo)                    | Mark Tremonti; Scott Stapp |         |  |
| 11.                 | "Higher" (ao vivo)                  | Mark Tremonti; Scott Stapp |         |  |
| 12.                 | "Weathered" (ao vivo)               | Mark Tremonti; Scott Stapp |         |  |

## Paradas musicais
| País/Parada (2004)                    | Melhor posição |
| ------------------------------------- | -------------- |
| Austrália (ARIA)                      | 26             |
| Áustria (Ö3 Austria Top 40)           | 29             |
| Alemanha (Offizielle Deutsche Charts) | 86             |
| Nova Zelândia (RMNZ)                  | 2              |
| Suíça (Schweizer Hitparade)           | 64             |
| Estados Unidos (Billboard 200)        | 15             |

## Créditos
- Scott Stapp - vocais
- Mark Tremonti - guitarra, baixo, vocais
- Brian Marshall - baixo
- Scott Phillips - bateria